# National Association
Die National Association (NA) war die erste professionelle Baseball-Liga der Welt. Ihr voller Name lautete National Association of Professional Base Ball Players (NAPBBP). Sie bestand von 1871 bis 1875.

## Geschichte
Die NA folgte auf die National Association of Base Ball Players (NABBP), die als Vereinigung von Amateur-Vereinen zwischen 1857 und 1870 die Geschicke der meisten Baseball-Vereine in den Vereinigten Staaten koordiniert hatte. In der NA spielten trotz der relativ kurzen Lebenszeit 25 verschiedene Vereine, wobei durch die Verwechslungsgefahr zwischen Teamnamen und Spitznamen auch andere Zählergebnisse zu finden sind. Das frühe Ende nach bereits fünf Jahren wird u. a. auf die Dominanz der Boston Red Stockings zurückgeführt, die vier der fünf Titel gewannen. Auf die NA folgte ab 1876 die National League.
Die National Association wird nach heutiger Sicht (z. B. der heutigen Major League Baseball oder der Baseball Hall of Fame) nicht als Major League geführt, d. h. als führende Baseball-Liga. Dieser Status wird erst den ihr nachfolgenden Organisationen zugebilligt.

## Titelträger
- 1871: Philadelphia Athletics
- 1872: Boston Red Stockings
- 1873: Boston Red Stockings
- 1874: Boston Red Stockings
- 1875: Boston Red Stockings